# Timeout (sport)

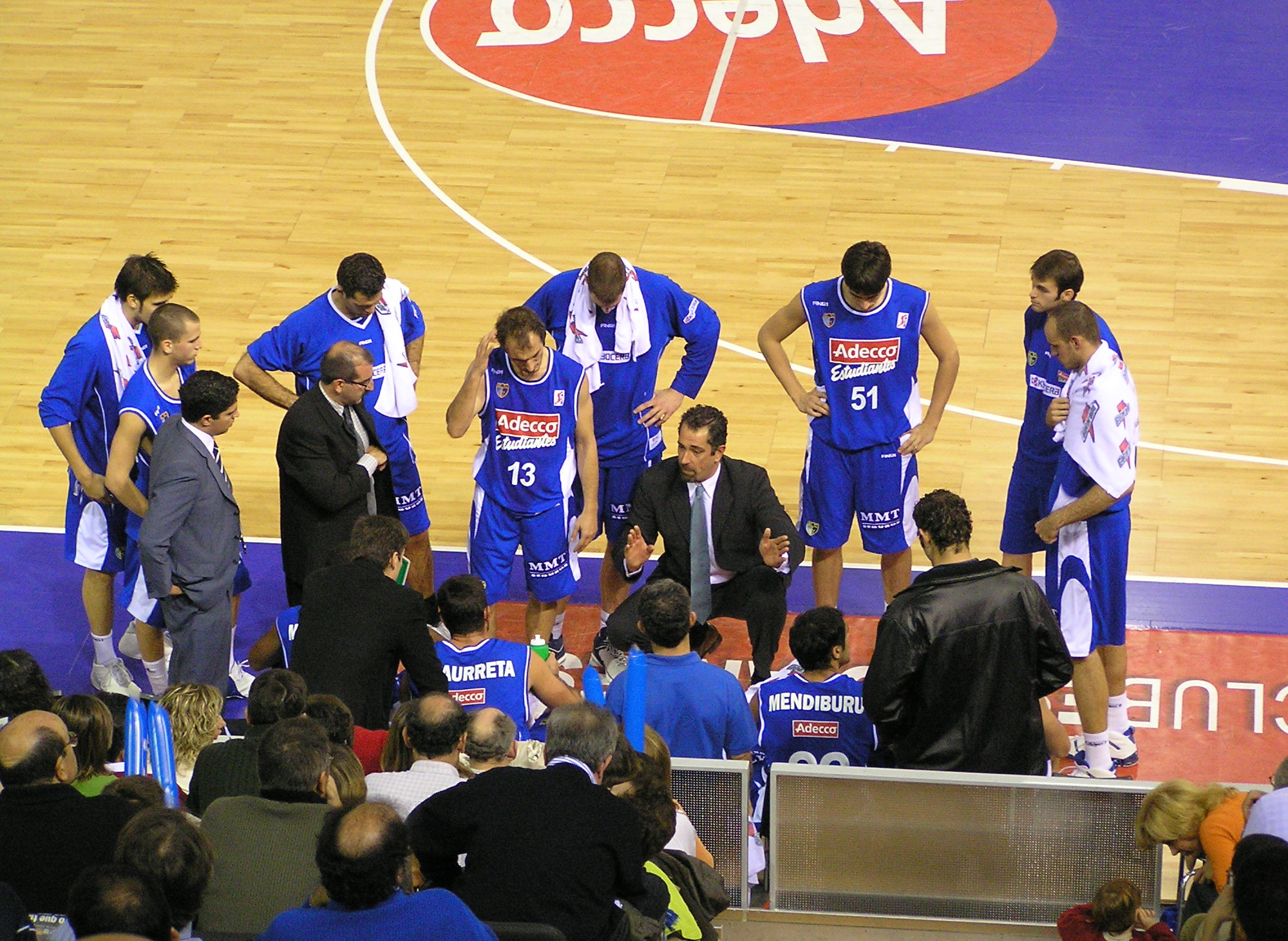
Spanska basketlaget CB Estudiantes under timeout.

Timeout (även särskrivet time out; engelska med betydelsen att särskilt under en kortare tid ta en paus för göra något annat) är ett begrepp inom sportens värld, som innebär att båda lagen (oavsett vilket lag som begär timeout) får en kort tid för taktikupplägg, ofta sker det tillsammans med en coach eller tränare. Antalet timeouter och timeouttid varierar mellan sporter. Under den förbestämda timeouttiden brukar den officiella matchklockan stoppas.
Timeout förekommer inom bland annat basket, handboll och ishockey. I fotboll prövades systemet på försök runt 1995, bland annat i samband med U17-världsmästerskapet i Ecuador det året, men avskaffades snart.
I Elitserien i bandy infördes systemet säsongen 2008/2009.